# Matt Doyle
Pour les articles homonymes, voir Doyle.
Matthew Doyle, dit Matt Doyle, né le 13 janvier 1955 à Redwood City (Californie) et mort le 8 février 2025, est un joueur de tennis professionnel américain, naturalisé irlandais.

## Carrière
En 1972, Matt Doyle est classé n° 1 des moins de 14 ans en Californie. Il a joué au basket-ball et au golf, discipline dans laquelle il était le meilleur joueur de l'équipe universitaire. Il est diplômé en économie de l'Université Yale. Il a arrêté sa carrière à cause de problèmes au genou, puis est devenu président de l'ATP entre 1985 et 1987. Il en est désormais l'un des vice-présidents.
Bien qu'il représente l'Irlande depuis 1980, il était considéré comme un joueur américain jusqu'en 1985. En février 1980, il rencontre Sean Sorensen lors d'un tournoi en France. Ce dernier lui déplore le faible niveau de l'équipe nationale d'Irlande qui doit se réunir pour la King's Cup, Sorensen étant le seul professionnel du groupe. Lors de leur prochaine rencontre, Doyle lui propose de faire partie de l'équipe puisqu'il est d'origine irlandaise. Il obtient sa nouvelle nationalité en décembre 1980. Cette année-là, il remporte le premier de ses quatre titres de Champion d'Irlande.
Joueur de Coupe Davis entre 1981 et 1988 avec l'équipe d'Irlande, il forme un duo efficace avec Sean Sorensen. Les deux hommes parviennent à se qualifier pour le groupe mondial grâce à leur victoire sur la Suisse en 1982. Ils affrontent l'Italie au premier tour en 1983 et s'inclinent 3 à 2 malgré une victoire sur Claudio Panatta (1-6, 6-3, 6-4, 6-4). En barrages, devant les 6 000 spectateurs du Pavillon Simmoncourt, il bat l'Américain Eliot Teltscher lors du second match contre les États-Unis (6-3, 6-4, 6-4) mais perd la rencontre 4 à 1.
Il réalise son meilleur résultat dans un tournoi du Grand Chelem en 1982 lorsqu'il accède aux huitièmes de finale à l'US Open où il élimine Mark Edmondson au deuxième tour. Dans les tournois ATP, il s'est imposé à Cologne en 1983 peu après avoir joué une demi-finale à Stowe. En double, il est finaliste à Metz et demi-finaliste à Rome en 1982. En 1981, il est finaliste du tournoi Challenger de Kyoto.

## Palmarès

### Titre en simple messieurs
| No | Date       | Nom et lieu du tournoi                | Catégorie | Dotation | Surface         | Finaliste          | Score         |  |
| -- | ---------- | ------------------------------------- | --------- | -------- | --------------- | ------------------ | ------------- |  |
| 1  | 24-10-1983 | Tournoi de tennis de Cologne, Cologne |           | 75 000 $ | Moquette (int.) | Hans-Dieter Beutel | 1-6, 6-1, 6-2 |  |

### Finale en double messieurs
| No | Date       | Nom et lieu du tournoi | Catégorie | Dotation | Surface    | Vainqueurs              | Partenaire    | Score    |  |
| -- | ---------- | ---------------------- | --------- | -------- | ---------- | ----------------------- | ------------- | -------- |  |
| 1  | 15-03-1982 | Open de Lorraine Metz  |           | 75 000 $ | Dur (int.) | David Carter Paul Kronk | David Siegler | 6-3, 7-6 |  |

## Parcours dans les tournois duGrand Chelem

### En simple
| Année | Open d'Australie | Open d'Australie | Internationaux de France | Internationaux de France | Wimbledon       | Wimbledon       | US Open         | US Open       |
| ----- | ---------------- | ---------------- | ------------------------ | ------------------------ | --------------- | --------------- | --------------- | ------------- |
| 1980  | —                | —                | —                        | —                        | 1er tour (1/64) | K. Curren       | —               | —             |
| 1981  | —                | —                | —                        | —                        | 1er tour (1/64) | W. Fibak        | 2e tour (1/32)  | J. Kriek      |
| 1982  | —                | —                | 1er tour (1/64)          | V. Pecci                 | 1er tour (1/64) | P. McNamee      | 1/8 de finale   | J. McEnroe    |
| 1983  | —                | —                | 1er tour (1/64)          | P. Elter                 | 2e tour (1/32)  | B. Gottfried    | 1er tour (1/64) | G. Mayer      |
| 1984  | 3e tour (1/16)   | G. Forget        | 1er tour (1/64)          | J. L. Clerc              | 2e tour (1/32)  | C. van Rensburg | 2e tour (1/32)  | J. Fitzgerald |
| 1985  | 1er tour (1/64)  | J. Lapidus       | —                        | —                        | —               | —               | —               | —             |

N.B. : à droite du résultat se trouve le nom de l'ultime adversaire.

### En double
| Année | Open d'Australie           | Open d'Australie          | Internationaux de France      | Internationaux de France | Wimbledon                   | Wimbledon               | US Open                     | US Open                  |
| ----- | -------------------------- | ------------------------- | ----------------------------- | ------------------------ | --------------------------- | ----------------------- | --------------------------- | ------------------------ |
| 1980  | —                          | —                         | 1er tour (1/32) B. Foxworth   | C. Freyss B. Fritz       | 1er tour (1/32) S. Sorensen | D. Ralston R. Tanner    | 1er tour (1/32) L. Stefanki | P. Kronk C. Letcher      |
| 1982  | —                          | —                         | 1er tour (1/32) S. Sorensen   | H. Gunthardt B. Taróczy  | 1er tour (1/32) B. Derlin   | B. Drewett Z. Kuhárszky | 2e tour (1/16) C. Leeds     | W. Fibak J. Fitzgerald   |
| 1984  | —                          | —                         | —                             | —                        | 1er tour (1/32) A. Maurer   | B. Cox J. Hlasek        | —                           | —                        |
| 1985  | 1er tour (1/32) D. Keretić | A. Antonitsch M. Schapers | —                             | —                        | —                           | —                       | 1er tour (1/32) R. Meyer    | H. Gildemeister V. Pecci |
| 1986  | —                          | —                         | 1er tour (1/32) B. Buffington | B. Cox M. Fancutt        | —                           | —                       | —                           | —                        |

N.B. : le nom du ou de la partenaire se trouve sous le résultat ; le nom des ultimes adversaires se trouve à droite.